# Tbh (app)
TBH foi um aplicativo anônimo disponível nos Estados Unidos, concebido para alunos do ensino médio. O aplicativo foi lançado por Nikita Bier, Erik Hazzard, Kyle Saragoça e Nicolas Ducdodon. Em setembro de 2017 os Investidores incluíram Greylock Partners, Redpoint Ventures, Fundadores do Fundo, Semyon Dukach, Abelha Parceiros, Dormitório Fundo, e a Americana, empreendedor e investidor Wayne Chang.
Em outubro de 2017, TBH foi classificado número #1 nos Estados Unidos na App Store e o Facebook, posteriormente, adquiriu a empresa por um valor estimado de $100 milhões. TBH tornou-se uma marca, ao lado de Facebook.com, WhatsApp, Instagram, Messenger, e Oculus VR. No entanto, Em 2 de julho de 2018, o Facebook anunciou que o tbh seria descontinuado, devido ao pouco uso.
Em agosto de 2018, Buzzfeed News obteve um memorando confidencial no qual os fundadores do aplicativo explicaram como eles usaram o Instagram para atingir adolescentes em escolas específicas, jogando a sua curiosidade e a temporização de suas mensagens para aproveitar o final do dia escolar.